# Leon Balogun
Leon Aderemi Balogun (* 28. Juni 1988 in Berlin) ist ein deutsch-nigerianischer Fußballspieler.

## Karriere

### Vereine
Balogun spielte in der Jugend für Hertha BSC und Hertha Zehlendorf. Für Letztgenannten war er in der Saison 2006/07 zu sieben Einsätzen in der Verbandsliga Berlin gekommen, bevor er im Jahr 2007 zu Türkiyemspor wechselte. Für diesen Verein bestritt er in der Oberliga Nordost 29 Spiele, in denen er vier Tore erzielte. In der Saison 2008/09 wurde er von Hannover 96 unter Vertrag genommen und gehörte zum Profikader. Nachdem er zuvor lediglich in der zweiten Mannschaft in der Regionalliga Nord zum Einsatz gekommen war, gab er am 19. April 2009 (28. Spieltag) sein Bundesliga-Debüt. Bei der 1:2-Niederlage im Auswärtsspiel gegen den Hamburger SV wurde er in der 85. Minute für Gaëtan Krebs eingewechselt. In der Sommerpause 2010 wechselte Balogun zum Ligakonkurrenten Werder Bremen. Zur Saison 2012/13 ging er zum Bundesligisten Fortuna Düsseldorf, der ihn mit einem bis zum 30. Juni 2014 laufenden Vertrag ausstattete. Am 2. Oktober 2014 schloss er sich dem Zweitligisten SV Darmstadt 98 an. Er erhielt beim Aufsteiger einen bis zum Ende der Saison 2014/15 laufenden Vertrag. Trotz des Aufstiegs in die 1. Bundesliga verlängerte Balogun seinen auslaufenden Vertrag nicht und unterschrieb einen Dreijahresvertrag beim 1. FSV Mainz 05.
Nach Vertragsende schloss er sich im Mai 2018 für zwei Jahre Brighton & Hove Albion an. Zum 31. Januar 2020 lieh Zweitligist Wigan Athletic Balogun für sechs Monate aus.
Im Juli 2020 wechselte Balogun für zunächst ein Jahr nach Schottland zu den Glasgow Rangers. Nach einer weiteren Vertragsverlängerung um ein Jahr verließ er Glasgow im Juni 2022. Im August 2022 unterschrieb Balogun einen Vertrag bei den Queens Park Rangers in der EFL Championship.
Nach nur einem Jahr in London kehrte er im Sommer 2023 zu den Glasgow Rangers zurück und unterschrieb dort bis 2024.

### Nationalmannschaft
Am 5. März 2014 gab Balogun sein A-Länderspieldebüt für Nigeria beim 0:0 im Testspiel gegen Mexiko. Er wurde zur zweiten Halbzeit eingewechselt, musste den Platz jedoch schon 20 Minuten später mit einem Mittelfußbruch verlassen.
Er stand im nigerianischen Aufgebot für die WM 2018 und kam dort in allen drei Gruppenspielen über die volle Spielzeit zum Einsatz.

## Erfolge
SV Darmstadt 98
- Aufstieg in die Bundesliga: 2015

 Glasgow Rangers
- Schottische Meisterschaft: 2021
- Schottischer Pokal: 2022
- UEFA-Europa-League-Finalist: 2022